# 요코야마성 (시가현)
요코야마 산성(일본어: 横山城 요코야마조[*])은 시가현 나가하마시에 있었던 산성이다. 1570년 ~ 1573년 오다 노부나가와 아자이 나가마사가 격렬히 전투를 벌였던 거점 중 하나이다. 노부나가의 부장 기노시타 히데요시(후일 도요토미 히데요시)가 성을 수비했다고 알려져 있다.

## 개요
요코야마 산성은 높이 312m, 비고 200m의 요코야마 산에 조성된 성으로 북쪽 성과 남쪽 성으로 구성되어 있다. 하지만, 북쪽 성과 남쪽 성의 축성연대는 서로 다르고, 남쪽 성은 시즈가타케 전투가 벌어진 1583년 히데요시가 축성한 것으로 보고 있다. 현재 북쪽 성과 남쪽 성은 연결되어 있으며 총 7개의 구루와로 구성되어 있다. 또, 주변에는 성의 접근을 막기 위해 파 놓은 구덩이(호리키리) 흔적이 잘 남아있다. 현재는 이시다야마 공원(石田山公園)으로 정비되어 있으며 산 정상에서는 오다니성이 있었던 오다니 산(小谷山)과 도라고젠 산(虎御前山)을 조망할 수 있다.

## 역사
센고쿠 시대 ~ 아즈치모모야마 시대
요코야마 성은 오미 북부의 아자이 군과 사카타 군을 가르는 아네가와 강의 남쪽 강변의 산 봉오리에 1561년 아자이 나가마사가 롯카쿠 가문의 공격에 대응하기 위해 축성된 성으로 성의 수비는 아자이 일가인 아자이 이히로에게 맡겼다. 그 이전에는 언제 쌓았는지는 모르지만 교고쿠 가문의 거성의 지성으로 쌓은 것을 1518년 롯카쿠 사다요리가 아자이 가문을 공격하기 위해 성을 보수했다고 한다. 이후 아자이 가문은 롯카쿠 가문의 세력을 뿌리치고 세력을 키우게 된다.
요코야마 산성을 쌓은 후, 아자이 가문은 힘을 키워 사가타 군에서 이누카미군까지 세력을 넓혔지만, 1570년 오다 노부나가와의 교전으로 다시금 요코야마 성의 중요성이 부각된다. 요코야마 성은 미노의 세키가하라(현 기후현 세키가하라정)에서 아자이 가문의 거성 오다니성의 서쪽에 나있는 북국가도 길섶에 위치해 있으며 오다니성에서 6, 7 km 정도의 거리밖에 되지 않아 오다 노부나가에 있어 반드시 함락해야 할 성이었다. 음력 6월 28일 아네가와 강 전투에서 아자이·아사쿠라 연합군을 격파한 뒤, 곧 요코야마 성 공략에 착수했다. 이 시기 성주 미타무라 씨의 항복을 받고, 함락해 성은 기노시타 히데요시에게 맡긴다. 이를 거점으로 히데요시는 아자이 가문 공략에 나섰다.
1573년 음력 9월 아자이 가문이 다이묘로서 멸문되자, 히데요시는 아자이 군, 사카타 군을 영지로 배령받아 비와호 호변에 나가하마성을 쌓고 거처를 옮겼다. 아마 이를 전후해 요코야마 성은 폐성되었을 것으로 사료된다. 현재는 이시다야마 공원(石田山公園)으로 정비되어 있다.

## 관광
교통
- JR 서일본 나가하마역에서, 버스로 환승해 이시다(石田) 또는 사카시타(坂下)에서 하차

주변 문화시설 및 관광명소
- 이시다칸 - 이시다 미쓰나리의 탄생지
- 간논지(일본어판) - 이시다 미쓰나리와 도요토미 히데요시가 만난 곳

## 같이 보기
- 아네가와 강 전투